# Municipalità regionale della contea di Robert-Cliche
La municipalità regionale di contea di Robert-Cliche è una municipalità regionale di contea del Canada, localizzata nella provincia del Québec, nella regione di Chaudière-Appalaches.
Il suo capoluogo è Beauceville.

## Suddivisioni
City e Town
- Beauceville
- Saint-Joseph-de-Beauce

Municipalità
- Saint-Alfred
- Saint-Joseph-des-Érables
- Saint-Victor

Parrocchie
- Saint-Frédéric
- Saint-Jules
- Saint-Odilon-de-Cranbourne
- Saint-Séverin

Villaggi
- Tring-Jonction